# Walter Chandoha
Walter George Chandoha (Bayonne, 30 de novembre de 1920 – Annandale, 11 de gener de 2019) fou un fotògraf estatunidenc, particularment conegut per les seves fotografies d'animals, especialment gats. També feu fotografies de natura morta i d'escenes dels carrers de Nova York. El seu arxiu constava de més de 225.000 fotografies, de les quals unes 90.000 eren de gats.
Desenvolupà, de petit, la seva afició per la fotografia amb la Kodak de la família. Després de l'institut treballà com a ajudant de Leon de Vos, un artista publicitari.
Va ser reclutat durant la Segona Guerra Mundial i va actuar com a fotògraf de premsa i, més tard, fotògraf de guerra al Pacífic. En acabar la guerra, va estudiar a l'escola de negocis Stern, de la Universitat de Nova York. Una nit d'hivern, tornant de la Universitat, va trobar un cadell de gat i se'l va endur a casa. En anar fent fotografies del gat, que anomenaren Loco per les coses estranyes que feia, va decidir dedicar-se a temps complet a la fotografia com a freelance. Després, amb la seva esposa, Maria Ratti, i dues filles (després tindrien encara més fills), es traslladaren a viure en una granja a Annandale, Nova Jersey; on visqué fins a la seva mort als 98 anys. Les seves fotografies mostren també els gats en interacció amb els humans; en moltes hi apareixen els seus propis fills.
Les seves fotografies van aparèixer en 300 portades de revista i en milers d'anuncis. També fou autor de 34 llibres de fotografia, com Walter Chandoha's Book of Kittens and Cats, Walter Chandoha's Book of Puppies and Dogs, How to Photograph Cats, Dogs, and Other Animals, How to Shoot and Sell Animal Photos, All Kinds of Cats, and Mind Your Manners!. També es feren exposicions de la seva obra. En una ocasió digué, "Cats are my favorite animal subject because of their unlimited range of attitude, posture, expression, and coloration." ("Els gats són el meu objectiu preferit entre els animals pel seu ventall il·limitat d'actituds, postures, expressions i colors")